# Nowy Rynek w Bydgoszczy
Nowy Rynek – plac (rynek) w Bydgoszczy.

## Położenie
Nowy Rynek mieści się na połączeniu ulic: od wschodu Wały Jagiellońskie, a od zachodu ul. Grudziądzkiej. Jest on położony na południe od bydgoskiego miasta lokacyjnego u stóp stromego zbocza pradoliny o wysokości ok. 25 m. Na skarpę szwederowską prowadzą kręte schody betonowe (od 1995 r.)

## Historia
Nowy Rynek został wytyczony w 1835 r. Pierwotnie odbywały się na nim targi i spędy nierogacizny, później parady wojsk pruskich, a w okresie międzywojennym: skautów i hallerczyków. W 1902 r. przy Nowym Rynku powstał mały sklep bławatny, będący pierwszym sklepem firmy Siuchniński i Stobiecki (znanej w późniejszym okresie ze sklepu przy Starym Rynku 20).
Obecnie rynek jest częściowo zniszczony przez poprowadzenie jego południowym skrajem poszerzonej ul. Grudziądzkiej z kierunku Placu Poznańskiego (lata 1975–1976).
Do 14 września 2020 w budynku pod nr 1 znajdowała się filia nr 1 Wojewódzkiej i Miejskiej Biblioteki Publicznej.

### Nazwy
Plac w przekroju historycznym posiadał następujące nazwy:
- 1835–1920 – Neuer Markt
- 1920–1939 – Nowy Rynek
- 1939–1940 – Neuer Markt
- 1940–1945 – Franz-Xaver-Schwarz-Platz
- 1945–1949 – Nowy Rynek
- 1950–1956 – Plac Pawła Findera
- od 1956 – Nowy Rynek

## Zabudowa
Wschodnią pierzeję rynku stanowi gmach sądu okręgowego. Pozostałe pierzeje stanowią kamienice wzniesione w połowie XIX wieku. Po północno-wschodniej stronie placu znajdowały się wzniesione na przełomie XVIII/XIX wieku budynki loży wolnomularskiej „Janus”. Jeden z nich spalił się w 1945 r., a drugi został rozebrany podczas poszerzania ulicy Grudziądzkiej.
W l. 2018–2019 w związku z budową buspasa przy ul. Wały Jagiellońskie (budowę rozpoczęto w lipcu 2018 i oddano do użytku 1 lipca 2019 kosztem ok. 3,5 mln zł), dokonano przebudowy parkingów zlokalizowanych na Nowym Rynku
20 września 2019 w południowej pierzei rynku (nr 12) otwarto nowy budynek Sądu Okręgowego o powierzchni 3320,11 m kw. Posiada on 4 kondygnacje, a ponadto dwukondygnacjne podziemie przeznaczone na parking. Wewnątrz znajduje się 10 sal rozpraw, pokoje narad i 45 pomieszczeń biurowych, w tym 25 przeznaczonych dla sędziów i asystentów oraz miejsca dla zatrzymanych i pomieszczenia dla świadków. Elewację tworzą jasne kamienne okładziny z trawertynu oraz ciemne z łupku. Ostatnia kondygnacja została odcięta kompozycyjnie przez zastosowanie ciemnoszarego tynku. Koszt realizacji inwestycji wyniósł ponad 17 mln zł. Obiekt powstał w miejscu starego magazynu z czerwonej cegły, który nie był wpisany do rejestru zabytków i który w związku z budową rozebrano.
W 2022 pochodząca z końca XIX wieku kamienica stojąca w zachodniej pierzei rynku (adres: Wierzbickiego 1) została poddana pracom budowlanym, w wyniku których ślepa dotąd ściana szczytowa (od ul. Grudziądzkiej) uzyskała otwory okienne oraz sztukaterię powtarzającą układ z elewacji frontowej.

### Niektóre budynki
| Nr | Adres                | Lata budowy | Styl arch. | Wpisany do rej. zabytków | Uwagi | Zdjęcie |
| 1. | Wały Jagiellońskie 2 | 1903–1906   | neogotyk   | T                        | Budynek od początku XX wieku mieszczący urzędy sądowe, kolejno: Pruski (Land- und Amtsgericht), Grodzki, Wojewódzki i Okręgowy. Elewacja frontowa w części środkowej jest ujętą dwubocznymi wykuszami przechodzącymi w sterczyny flankujące szczyt. Wieża ma wysokość 44 m, galerię widokową oraz hełm o formach barokowych. Na dekoracyjnych szczytach znajdują się m.in.: herb Bydgoszczy oraz orzeł pruski.                                                                    |         |
| 2. | Nowy Rynek 8         | 1848        | klasycyzm  | N                        | Budynek od 1849 do 1853 mieścił Królewską Dyrekcję Kolei Wschodniej. Dwutraktowy, piętrowy dom w stylu empirowym. W sieni dekoracja stiukowa, klatka schodowa (w tylnym trakcie) z drewnianą balustradą tralkową. Dziewięcioosiowa elewacja frontowa o bogatej ornamentacji. Kamienica mieści kancelarie prawnicze, notarialne i jednostki związane z sądem i prokuraturą rejonową.                                                                                               |         |
| 3. | Nowy Rynek 10        | 1844–1848   | klasycyzm  | T                        | Dwutraktowy dom późnoklasycystyczny, o siedmioosiowej elewacji frontowej. Od 1849 do 1853 r. w kamienicy wydzierżawiano pomieszczenia dla Królewskiej Dyrekcji Kolei Wschodniej. W latach 1907–1914 była tu siedziba pruskiej Izby Handlowej (Handelskammer), w latach 1923–1939 polskiej Izby Przemysłowo-Handlowej, w czasie okupacji niemieckiej Izby Przemysłowo-Handlowej, a latach 1945–1947 ponownie Izby polskiej. Obecnie jest tu siedziba Sądu i Prokuratury Rejonowej. |         |

## Galeria

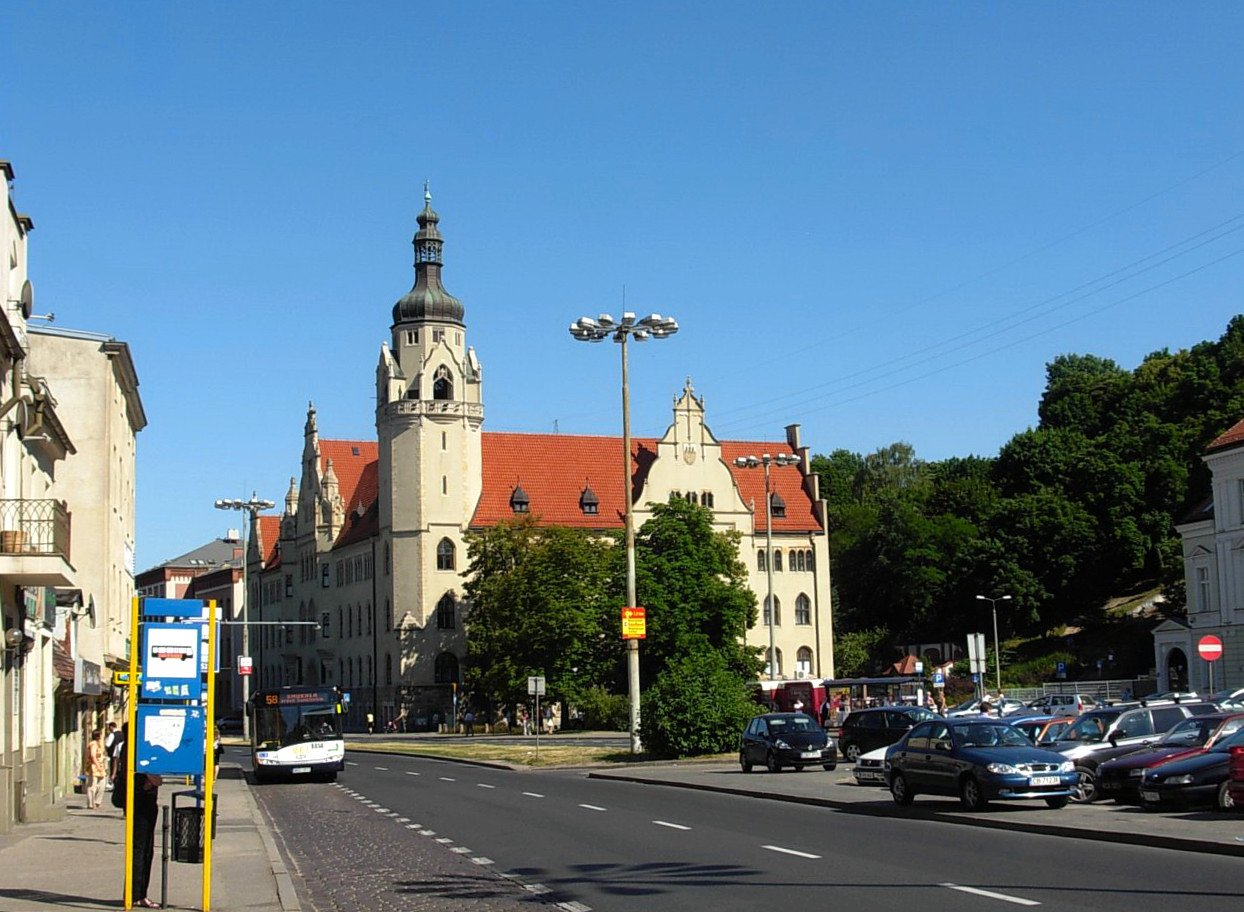
Nowy Rynek z widokiem na Sąd Okręgowy
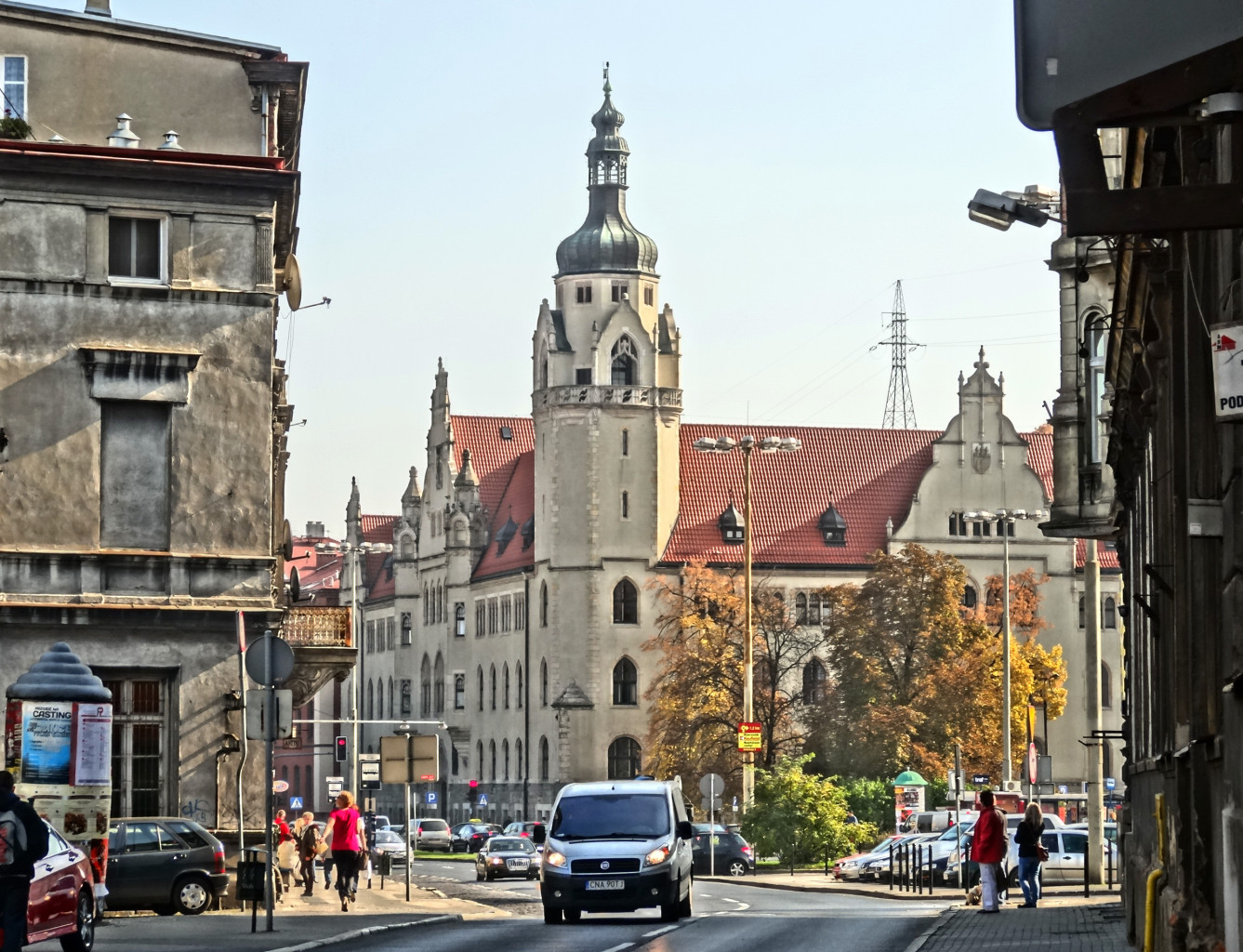
Widok od zachodu
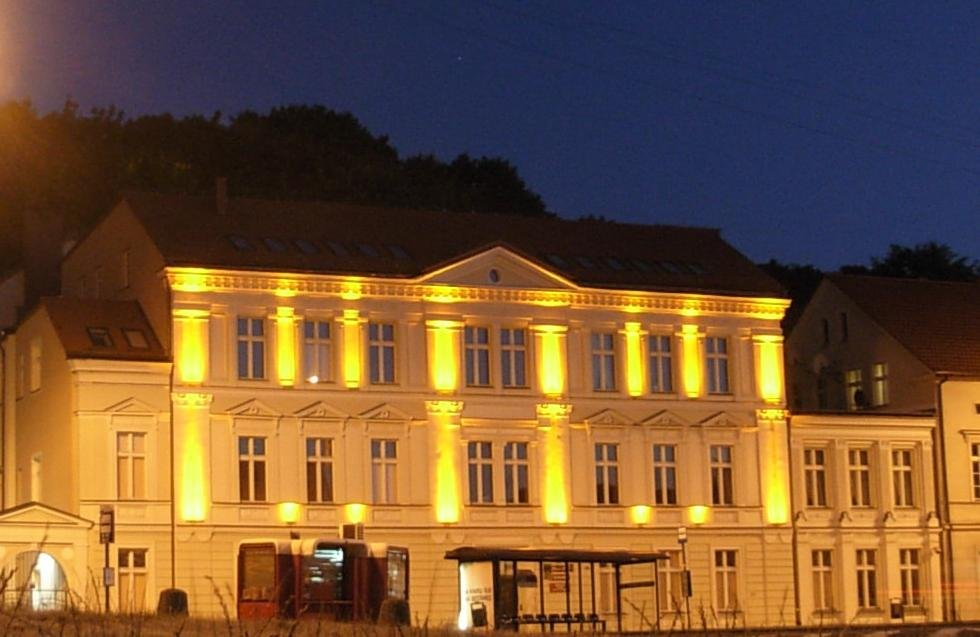
Podświetlone kamienice w pierzei południowej
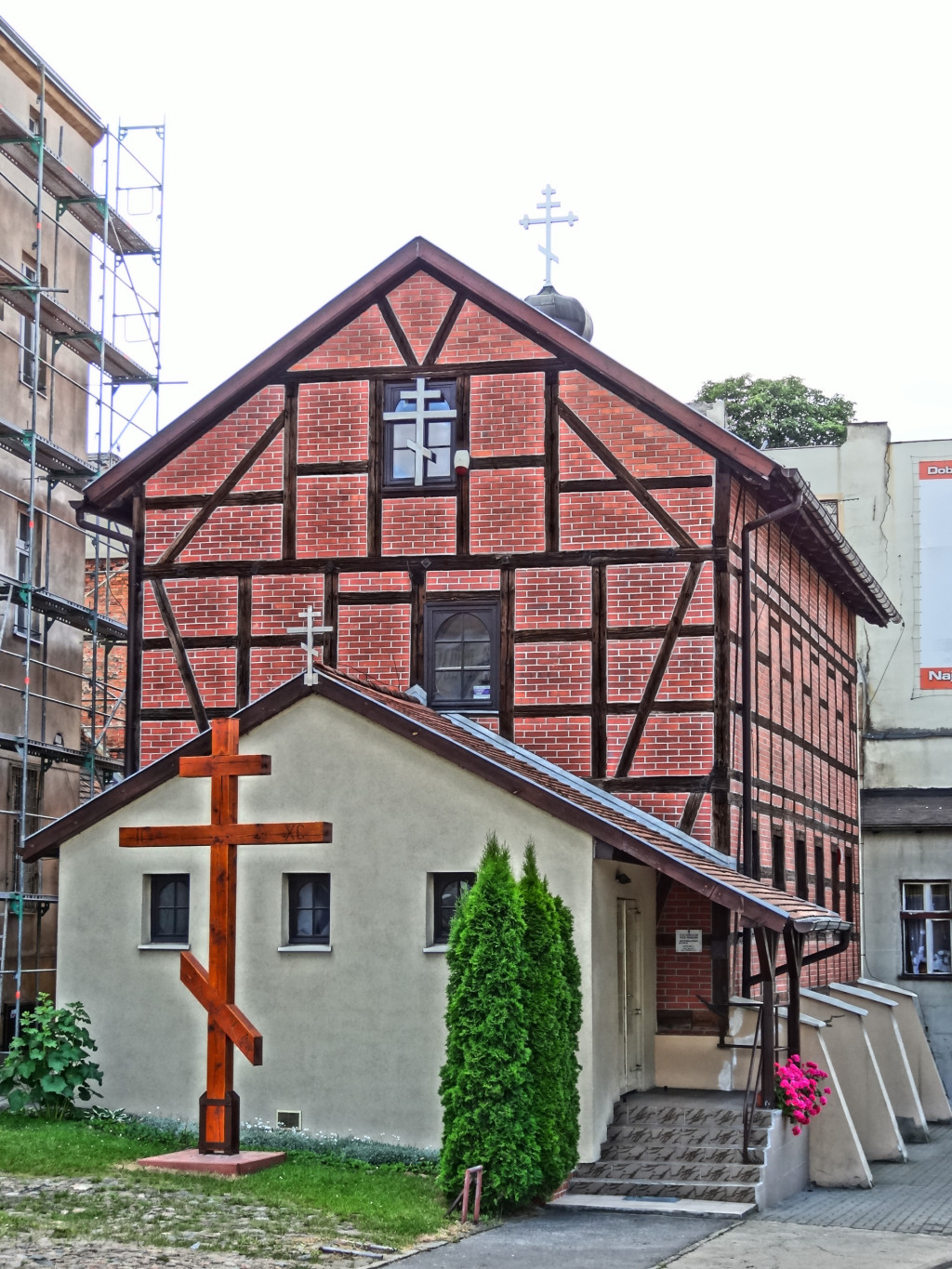
Cerkiew prawosławna św. Mikołaja, dawny spichlerz